# Typhlacontias rudebecki
Typhlacontias rudebecki — вид сцинкоподібних ящірок родини сцинкових (Scincidae). Ендемік Анголи.

## Поширення і екологія
Typhlacontias rudebecki відомі за типовим зразком, зібраним в провінції Намібе. Вони живуть на прибережній пустелі Наміб.